# 施瓦察赫河 (多瑙河，瑪麗亞波興)
48°50′34.38″N 12°50′50.37″E / 48.8428833°N 12.8473250°E

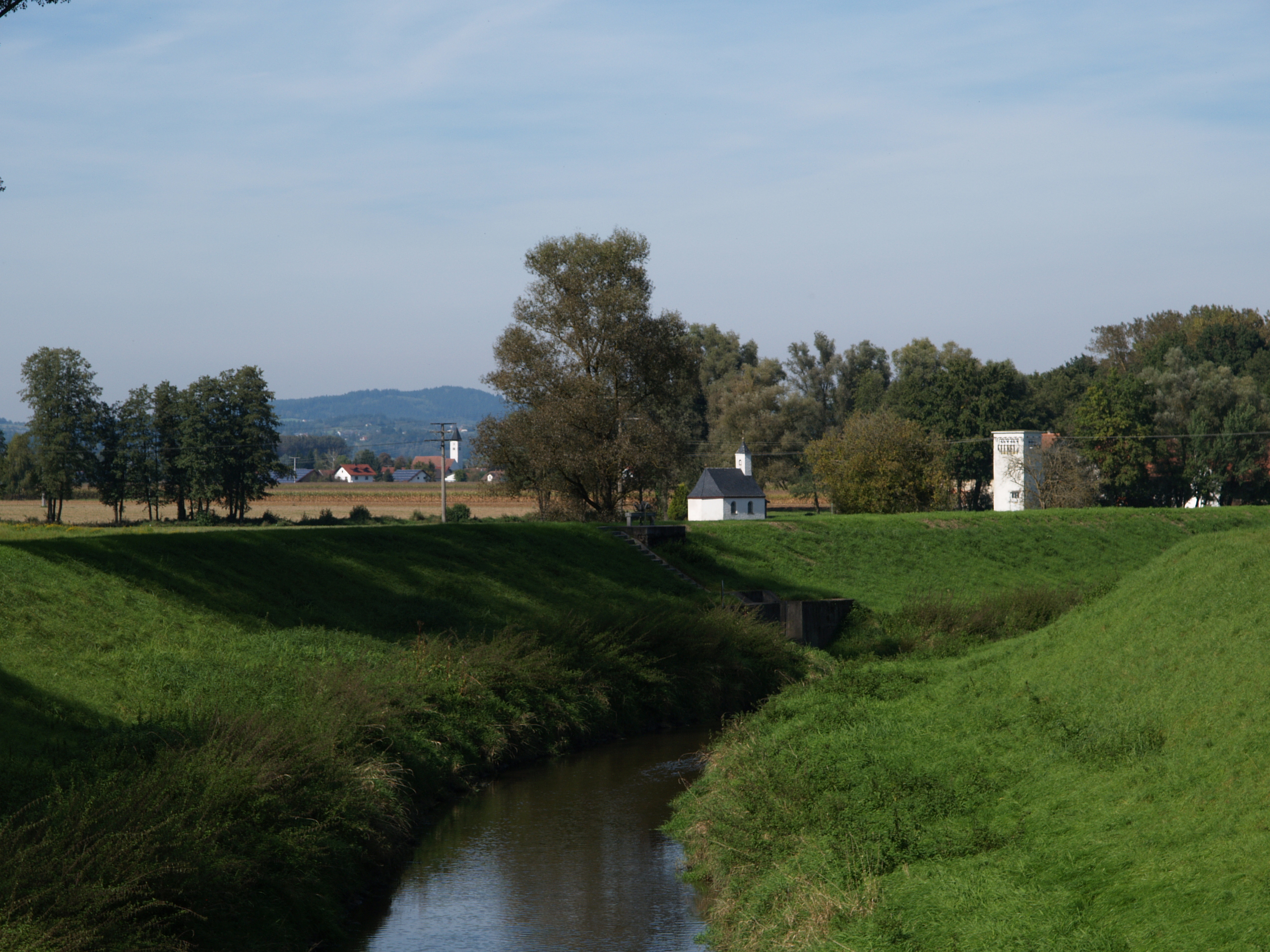

施瓦察赫河（德語：Schwarzach），是德國的河流，位於該國東南部，由巴伐利亞負責管轄，屬於多瑙河的左支流，河道全長10.5公里，流域面積88.4平方公里，河畔城鎮有下溫克靈、奧芬貝格和瑪麗亞波興。